# Rosa salaevensis
Rosa salaevensis är en rosväxtart som beskrevs av Daniel Rapin. Rosa salaevensis ingår i släktet rosor, och familjen rosväxter. Inga underarter finns listade i Catalogue of Life.